# Andorra op het Eurovisiesongfestival 2005
Andorra nam deel aan het  Eurovisiesongfestival 2005, gehouden in Kiev, Oekraïne. Het was de 2de deelname van het land op het Eurovisiesongfestival. RTVA was verantwoordelijk voor de Andorrese bijdrage voor de editie van 2005.

## Selectieprocedure
Net zoals in 2004 koos men ervoor om een nationale finale te organiseren. In deze finale, die werd georganiseerd op 22 januari 2005, bracht Marian Van de Wal drie liedjes waaruit gekozen kon worden. Het winnende lied werd gekozen door sms-stemmen en een professionele jury.
| Volgorde | Lied                 | Jury | Sms | Totaal | Plaats |
| -------- | -------------------- | ---- | --- | ------ | ------ |
| 1        | "No demanis"         | 0    | 0   | 0      | 3      |
| 2        | "Dona’m la pau"      | 2    | 0   | 2      | 2      |
| 3        | "La mirada interior" | 5    | 2   | 7      | 1      |

## In Kiev
Andorra was als achttiende van 25 deelnemers aan de beurt, net na Macedonië en voor Zwitserland. Bij het openen van de enveloppen met gekwalificeerde landen voor de finale bleek dat het land niet bij de beste tien was geëindigd. Na afloop van het festival bleek dat Andorra op de drieëntwintigste plek was geëindigd, met 27 punten.
België en Nederland hadden respectievelijk 0 en 7 punten over voor deze inzending.

### Gekregen punten

#### Halve finale
| 12 punten | 10 punten  | 8 punten | 7 punten    | 6 punten  |
| --------- | ---------- | -------- | ----------- | --------- |
|           | - Spanje   |          | - Nederland | - Albanië |
| 5 punten  | 4 punten   | 3 punten | 2 punten    | 1 punt    |
|           | - Moldavië |          |             |           |

### Punten gegeven door Andorra

#### Halve finale
Punten gegeven in de halve finale:
| 12 punten | Israël     |
| 10 punten | Monaco     |
| 8 punten  | Denemarken |
| 7 punten  | Oostenrijk |
| 6 punten  | IJsland    |
| 5 punten  | Nederland  |
| 4 punten  | Roemenië   |
| 3 punten  | Finland    |
| 2 punten  | Ierland    |
| 1 punt    | Hongarije  |

#### Finale
Punten gegeven in de finale:
| 12 punten | Spanje      |
| 10 punten | Letland     |
| 8 punten  | Israël      |
| 7 punten  | Roemenië    |
| 6 punten  | Hongarije   |
| 5 punten  | Frankrijk   |
| 4 punten  | Griekenland |
| 3 punten  | Denemarken  |
| 2 punten  | Noorwegen   |
| 1 punt    | Zwitserland |